# Эвдикоты
Эвдикоты (лат. eudicotes, от др.-греч. εὖ- — «хорошо», «истинно» и лат. dicotyledones — «двудольные растения») или Высшие настоящие двудольные — группа (клада) неопределённого ранга, используется в системах классификации Покрытосеменных, разработанных «Группой филогении покрытосеменных» (Angiosperm Phylogeny Group, APG) — APG I (1998), APG II (2003), APG III (2009) и APG IV (2016).
Как и для других групп таксонов ранга выше порядка, авторы систем APG не стали устанавливать для группы Эвдикоты (eudicots) ботанического (латинского) названия, использовав для неё лишь английское именование.
Эвдикоты — монофилетическая группа, в её состав входит большая часть таксонов, которые прежде относили к классу Двудольные. В то же время было определено, что некоторые древние таксоны покрытосеменных (например, Амборелла, Австробэйлия, Лимонниковые, Хлорантовые, Кувшинковые), которые традиционно входили в состав класса двудольных, представляют собой остатки от различных базальных групп и не могут быть объединены с «настоящими двудольными» в монофилетическую группу (иногда совокупность этих остатков от базальных групп объединяют в парафилетическую группу, называемую палеодикоты (англ. palaeodicots).

## Состав группы в APG IV[2]
В группу «эвдикоты» в Системе классификации APG IV (2016) входят следующие таксоны (семейства, входящие в состав порядков, в списке не приведены):
клада Цветковые (англ. Angiosperms)
клада Эвдикоты (англ. Eudicots)
Порядок Лютикоцветные (Ranunculales)
Порядок Протеецветные (Proteales)
Порядок Троходендроцветные (Trochodendrales)
Порядок Самшитоцветные (Buxales)
Порядок Гуннероцветные (Gunnerales)
ⓃПорядок Диллениевые (Dilleniaceae)
клада Суперрозиды (англ. Superrosids)
Порядок Камнеломкоцветные (Saxifragales)
клада Розиды (англ. Rosids)
Порядок Виноградоцветные (Vitales)
клада Фабиды (англ. Fabids)
Порядок Бобовоцветные (Fabales)
Порядок Розоцветные (Rosales)
Порядок Букоцветные (Fagales)
Порядок Тыквоцветные (Cucurbitales)
Порядок Кисличноцветные (Oxalidales)
Порядок Мальпигиецветные (Malpighiales)
Порядок Бересклетоцветные (Celastrales)
Порядок Парнолистникоцветные (Zygophyllales)
клада Мальвиды (англ. Malvids)
Порядок Гераниецветные (Geraniales)
Порядок Миртоцветные (Myrtales)
Порядок Кроссосомоцветные (Crossosomatales)
Порядок Пикрамниецветные (Picramniales)
Порядок Мальвоцветные (Malvales)
Порядок Уэртеецветные (Huerteales)
Порядок Капустоцветные (Brassicales)
Порядок Сапиндоцветные (Sapindales)
клада Суперастериды (англ. Superasterids)
Порядок Берберидопсисоцветные (Berberidopsidales)
Порядок Санталоцветные (Santalales)
Порядок Гвоздичноцветные (Caryophyllales)
клада Астериды (англ. Asterids)
Порядок Кизилоцветные (Cornales)
Порядок Верескоцветные (Ericales)
клада Кампанулиды (англ. Campanulids)
Порядок Падубоцветные (Aquifoliales)
Порядок Астроцветные (Asterales)
Порядок Эскаллониецветные (Escalloniales)
Порядок Бруниецветные (Bruniales)
Порядок Паракрифиецветные (Paracryphiales)
Порядок Ворсянкоцветные (Dipsacales)
Порядок Зонтикоцветные (Apiales)
клада Ламииды (англ. Lamiids)
Порядок Паслёноцветные (Solanales)
Порядок Ясноткоцветные, или Губоцветные (Lamiales)
ⓃПорядок Валиецветные (Vahliales)
Порядок Горечавкоцветные (Gentianales)
ⓃПорядок Бурачниковоцветные (Boraginales)
Порядок Гарриецветные (Garryales)
ⓃПорядок Metteniusales
ⓃПорядок Икациноцветные (Icacinales)
Значком Ⓝ обозначены порядки, впервые признанные самостоятельными в системе APG IV по сравнению с более ранними версиями.